# Клан Арбутнотт

Емблема (гребінь, хрест) клану Арбутнотт.

Герб вождя клану Арбутнотт.

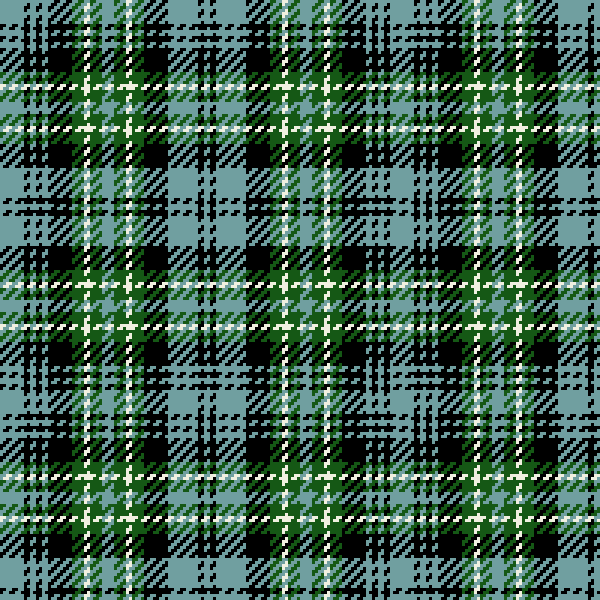
Тартан клану Арбутнотт.

Клан Арбутнотт (шотл. - Clan Arbuthnott) – один з рівнинних кланів Шотландії. 
Гасло клану: Laus Deo – Хвала Богу. 
Землі: Абердиншир.

## Історія клану Арбутнотт

### Походження
Назва клану Арбутнотт походить від назви земель в графстві Кінкардиншир. У ранніх документах ці землі називають Аберботенот (шотл. – Aberbothenoth). Ці землі були розташовані в гирлі струмка нижче від будинку благородного сімейства. Землі були в володіннях однієї і тої ж шляхетної родини протягом 24 поколінь, включаючи віконта Арбутнотт.
Х'ю (гельск. - Hugh), що належав до клану Свінтон придбав землі Арбутнотт завдяки шлюбу з Маргарет Оліфант, сестрою Осберта Оліфанта, що був відомий як «Хрестоносець» і був вбитий у Першому хрестовому поході під час правління короля Шотландії Вільгельма Лева (1043 – 1214). Ще один Х’ю – Х’ю Ле Блонд (шотл. - Hugh Le Blond), названий так за світле волосся був лайрдом Арбутнотт у 1282 році. Він подарував частину своїх земель монастирю Арброах (гельск. – Arbroath) в ім’я порятунку своєї душі. В історичних документах також згадується Філіп де Арбутнотт як Dominus ejusdem – пан з цього роду (лат.). 

### Вбивство Джона Мелвілла в Гленберві
Син Філіпа Арбутнотта – Х’ю Арбутнотт був замішаний у вбивстві Джона Мелвілла в Гленберві, що був шерифом у Мернс у 1420 році. Згідно традиційних історичних переказів (які не можуть бути історичними документами) шериф Мелвілл був дуже непопулярним серед місцевих лайрдів своєю занадто суворою прихильністю до букви закону. Герцог Олбані в той час був регентом Шотландії, а король Шотландії Яків І перебував в полоні в Англії. Герцог втомився від нескінченних скарг на шерифа Мелвілла і якось вигукнув: «Сумний джин цього шерифа просочився в мою вечерю в бру.» Незадоволені лайрди сприйняли ці слова як дозвіл вбити шерифа. Лайрди Арбутнотт, Матерс (гельк. – Mathers), Пітарроу (гельск. – Pitarrow), Галькертон (гельск. – Halkerton) запросили шерифа Мелвілла на полювання, заманили в умовлене наперед місце і вбили, кинувши в казан з киплячою водою, і кожен з убивць зачерпнув ложку з цієї вбивчої юшки. Лейрд Арбутнотт був помилуваний і мирно помер у 1446 році. 

### XVI століття
Джеймс Арбутнотт отримав королівську грамоту на своє баронство та вотчину 29 січня 1507 року. Він одружився 31 серпня 1507 року з Джин - дочкою сера Джона Стюарта – І графа Атолл – сина сера Джеймса Стюарта – «Чорного лицаря Лорна» та його дружини Джоан Бофорт, королеви Шотландії, вдовиці. 
Олександр Арбутнотт - нащадок молодшого сина вождя клану, був видатним діячем шотландської церкви, був організатором Асамблеї церкви Шотландії в 1577 році. У 1583 році церковна асамблея поскаржилась королю Якову VI на різноманітні «папські практики», які досі дозволяє король (Шотландія в той час була протестантською країною, але було багато католиків). Король був вкрай незадоволений такою скаргою, бо вбачав небезпеку релігійної війни в країні, і Олександр Арбутнотт був поміщений під домашній арешт в Сент-Ендрюс. Арешт негативно позначився на його здоров’ї і Олександр Арбутнотт помер у 1583 році у віці 44 роки. 

### XVII - XVIII століття
Сер Роберт Арбутнотт – прямий нащадок лейрда Арбутнотт, які брав участь у вбивстві шерифа Мелвілла, отримав титули пера та віконта Арбутнотт і титул барона Інверберві. Ці титули були йому подаровані королем Англії та Шотландії Карлом І.
Доктор Джон Арбутнотт, що теж був нащадком вождя клану Арбутнотт, був видатним лікарем, письменником, автором політич сатир, викладав в університеті Абердина. У 1705 році він мав честь лікувати королівську родину Англії, коли принц Георгій Данський – чоловік Анни, королеви Англії захворів і доктор Арбутнотт був доставлений у королівський палац. Принц видужав і доктор Арбутнотт був призначений королівським лікарем. З часом він став довірено особою королеви і дуже впливовою особою свого часу. Доктор Семюель Джонсон якось сказав, що Джон Арбутнотт був «людиною великого розуму, розбирався у своїй професії, в різних науках, знавець давньої літератури і може оживити масу знань своєю яскравою і активною уявою». Джон Арбутнотт помер у 1779 році. 
Вождь клану Арбутнотт – віконт Арбутнотт був нагороджений за видатні заслуги Хрестом та Орденом Британської імперії. У Шотландії він очолює орден Святого Іоанна. 

## Вождь клану Арбутнотт
Нинішнім вождем клану Арбутнотт є Кіт Арбутнотт – XVII віконт Арбутнотт, лорд Інверберві.